# Дайнавский лес
Дайнавский лес — крупный лесной массив на юге Литвы.
Дайнавский лес охватывает площадь в 1450 км², из которых 1145 км² покрыта деревьями. Дайнавский лес в основном состоит из сосновых деревьев. Большинство рек пересекающих данный лесной массив принадлежат к бассейну реки Меркис, в нем находятся 23 озера, площадью от 0,4 до 5,1 га.
Значительная часть лесов находится под защитой Дзукийского национального парка. Почвы по большей части песчаные. Средняя плотность населения до 2-3 чел / км ². Климат более континентальный, нежели в остальной части страны.

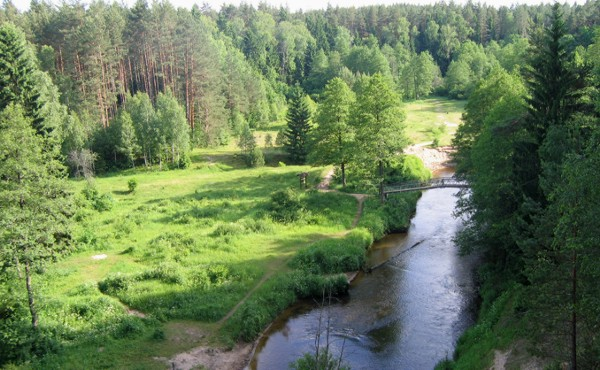
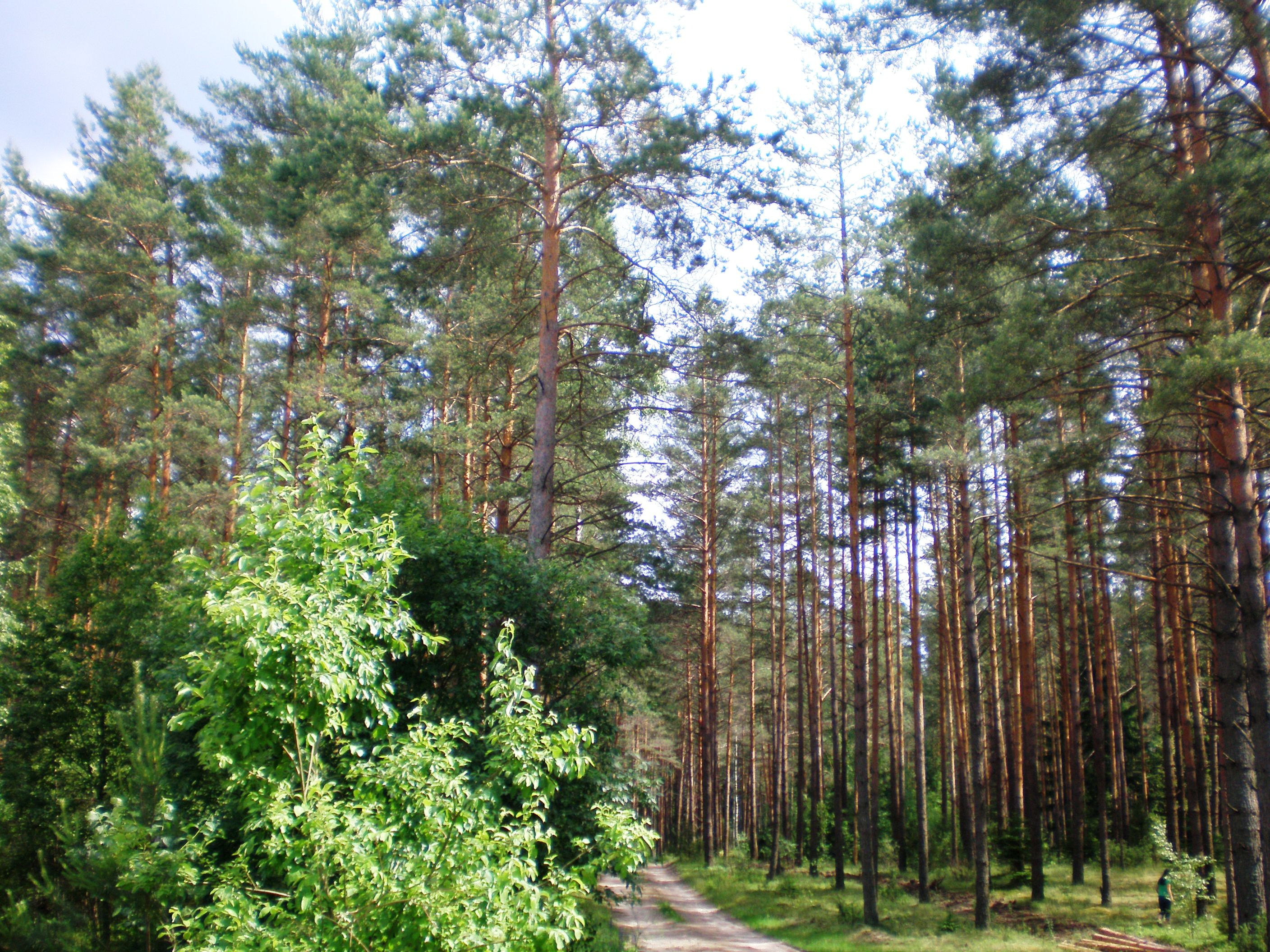